# Luiz Gustavo
Luiz Gustavo Dias (n. 23 iulie 1987, Pindamonhangaba, São Paulo, Brazilia) este un fotbalist brazilian care joacă pentru Olympique de Marseille.

## Onoruri
Bayern München
- DFL-Supercup: 2012
- Bundesliga: 2012–13
- UEFA Champions League: 2012–13
- DFB-Pokal: 2012–13

Brazilia
- Cupa Confederațiilor FIFA: 2013

## Legături externe
- de  Site web oficial
- de Luis Gustavo Dias la fussballdaten.de